# 榊原俊
榊原 俊（さかきばら しゅん、1986年5月19日- ）は、日本の俳優、タレント。愛知県出身。身長178cm、血液型O型。

## 人物
- 趣味は釣り、プラモデル、映画鑑賞。
- 特技はヨーヨー、中国ゴマ。

## 作品

### テレビドラマ
- ここはグリーン・ウッド〜〜青春男子寮日誌（TOKYO MX・2008年）生徒役
- ギラギラ（テレビ朝日・2008年）ホスト役
- Live jack special stories〜Drama×Songs〜（関西テレビ・2008年）恋人役
- ハイパーヨーヨーバーニング（テレビ東京・2012-2013年）トップスピナー・シュン役

### バラエティ
- TA☆RO（中京テレビ・2005年）
- おはスタ（テレビ東京・2010-2013年）
- DON!（日本テレビ）
- ハイパーヨーヨーキングダム（テレビ東京・2012-2013年）
- OHA OHA アニキ（テレビ東京・2017年）
- A応Pのあにむす!!（テレビ東京 AT-X・2017年）

### 映画
- 少年メリケンサック（2009年・宮藤官九郎監督）バンドメンバー役

### CM
- ホシザキ
- JR東海
- イオン
- バンダイ ハイパーヨーヨーシリーズ

### 書籍
- 東海ウォーカー（角川書店）
- コロコロコミック（小学館）
- ハイパーヨーヨー スーパートリックブック 超技BOOK（小学館）